# Hanserik Hjertén
Hanserik Hjertén, folkbokförd Hans Erik Hjertén, född 22 oktober 1928 i Linköping, död 2 november 2016 på Lidingö, var en svensk författare och kritiker.

## Biografi
Hjertén tog studentexamen 1947. Han debuterade året därpå med diktsamlingen Blå jord, och hörde till efterkrigstidens mest uppmärksammade lyriker. År 1950 följdes denna av diktsamlingen Människans troner, för vilken han belönades med Svenska Dagbladets litteraturpris. Han var även verksam som prosaist, bland annat med romanen Tillståndet (1963).
Från 1940-talet skrev Hjertén kritik i tidskrifterna Bonniers Litterära Magasin, Poesi, Prisma, Utsikt och 40-tal. Han var filmkritiker i Arbetaren 1953–57, Ord och Bild 1958–66, film- och teaterkritiker i Svenska Dagbladet 1967–71 och i Dagens Nyheter från 1971.

### Privatliv
Hanserik Hjertén var son till kamrer Kurt Hjertén och Mary, född Karlsson. Från 1952 var han gift med Gun Gustafsson.

## Priser och utmärkelser
- 1950 – Svenska Dagbladets litteraturpris (delat med Gustaf Rune Eriks, Britt G. Hallqvist och Tore Zetterholm)
- 1983 – Filmpennan